# Shahabpur
Shahabpur (em panjabi: ਸ਼ਹਾਬਪੁਰ) é uma aldeia localizada no distrito de Shaheed Bhagat Singh Nagar, no estado de Punjab, na Índia. Está localizado a 4,7 (2,9 mi) quilômetros de Jadla, 10,6 (6,6 mi) quilômetros da cidade de Nawanshahr, 19,2 quilômetros (11,9 mi) do distrito Shaheed Bhagat Singh Nagas e 86 quilômetros (53 mi) da capital do estado, Chandigarh. A aldeia, assim como as demais indianas, é governada por um sarpanch, eleito democraticamente pela maioria da população residente no assentamento.

## Demografia
Segundo o relatório publicado pelo Censo da Índia de 2011, a aldeia Shahabpur é composta por um total de 276 casas e a população total é de 1244 habitantes, dos quais 616 são do sexo masculino e 628, do sexo feminino. O nível de alfabetização da aldeia é 79.93% maior que a média do estado, a qual é de 75.84%.
Conforme constatação do Censo, 398 pessoas exercem seu trabalho fora da aldeia; dessas, 364 são homens e 38 são mulheres. O levantamento do governo também consta que 91.96% dos trabalhadores ocupam um serviço como trabalho formal e único, enquanto os outros 8.04% estão envolvidos em atividades marginais, trabalhando como meio de subsistência em diferentes lugares em menos de seis meses.

## Educação
Na aldeia, não há nenhuma escola, e os estudantes precisam ir a outras aldeias para estudar; muitas dessas aldeias estão distantes por dez quilômetros. Nas proximidades, destaca-se o Instituto Indiano de Tecnologia (IITs) a 43,8 quilômetros e a Lovely Professional University a 53 quilômetros. Outras instituições de ensino também representam papel importante na região: Escola Primária Govt e Escola Superior Javla.

## Transporte
A estação de trem mais próxima de Shahabpur é Nawanshahr; no entanto, a estação principal, Garhshanker, está a 21 quilômetros (13 mi) de distância. O aeroporto mais perto é Sahnewal, localizado a 57 quilômetros, e o aeroporto internacional mais próximo é o Sri Guru Ram Dass Jee, a 162 quilômetros.